# Мачек, Владко
Вла́дко Ма́чек (хорв. Vladko Maček; 20 июня 1879, Купинец — 15 мая 1964, Вашингтон) — югославский и хорватский политик первой половины XX века. Лидер Хорватской крестьянской партии после гибели её основателя С. Радича и в годы Второй мировой войны.

## Молодость
Владко Мачек родился 20 июня 1879 года в семье словенско-чешского происхождения в селе Купинец около Ястребарско, к юго-западу от Загреба. В 1903 году окончил юридический факультет Загребского университета. Работал служащим в нескольких судах Хорватии, после чего с 1908 года, открыл частную юридическую практику.
Вступил в Хорватскую крестьянскую партию С. Радича с момента её основания. Отслужив во время Первой мировой войны в австро-венгерской армии, стал близким сподвижником С. Радича. В 1925 году, после того, как С. Радич посетил Москву и партия вступила в Крестьянский интернационал, был арестован властями Югославии. Находясь в тюрьме, был избран депутатом Национального собрания. Через несколько месяцев после ареста Крестьянская партия вошла в правительство, что дало повод для его освобождения.

## Глава Крестьянской партии
После убийства С. Радича сербским националистом, В. Мачек стал лидером Крестьянской партии. Вскоре он стал одним из основных оппонентов короля Александра I и его «диктатуры 6 января». 7 ноября 1932 года Крестьянско-демократическая коалиция приняла «Пунктации», в которых шла речь о многонациональности и о федерализации Югославии. В. Мачек подписал этот документ первым, за что он вновь был арестован 31 января 1933 года и 29 апреля того же года осужден к 3 годам строгого режима.
В. Мачек был выпущен после убийства Александра I хорватским националистом в 1934 году. Его цель, которую он декларировал в те годы, состояла в превращении Югославии из унитарного государства, где доминировали сербы, в новую форму государства, федерацию или даже конфедерацию, где была бы восстановлена государственность Хорватии. Идеи Мачека получили поддержку не только среди крестьян, но среди практически всех классов хорватского общества, среди людей самой разной идеологической направленности. В. Мачек также поддерживал тесные связи с другими оппозиционными партиями Югославии, и хотя его коалиция проиграла выборы 1938 года, она всё равно осталась влиятельной силой.

## Хорватская бановина
Целенаправленные усилия В. Мачека были вознаграждены в августе 1939 года, когда премьер-министр Югославии Драгиша Цветкович заключил с ним так называемое «соглашение Цветковича — Мачека» о создании автономной Хорватской бановины (территория включала современную Хорватию и часть Боснии и Герцеговины). Баном Хорватии был назначен член Крестьянской партии Иван Шубашич, а сам В. Мачек получил должность 1-го заместителя премьер-министра Югославии, сохранив этот пост и в новом правительстве генерала Симовича, пришедшего к власти вследствие переворота 27 марта 1941 года.

## Вторая мировая война и крах партии
Триумф оказался кратковременным, поскольку Хорватская бановина исчезла после вторжения стран Оси в Югославию в апреле 1941 года. Немцы рассматривали его как идеального кандидата на роль главы марионеточного правительства Хорватии, но он отказался. В то время Мачек был одним из немногих европейских политиков, твёрдо уверенных в будущем поражении Германии. В. Мачек стремился не допустить втягивания Хорватии в войну, поэтому он принял тактику «умеренного коллаборационизма». С одной стороны, он призвал своих сторонников из Крестьянской партии уважать новый режим Анте Павелича, и в то же время делегировал своего представителя, Юрая Крневича, для участия в эмигрантском правительстве Югославии.
В октябре 1941 года он был арестован и помещён в концлагерь Ясеновац. Через несколько месяцев он был переведён В. Лубуричем под домашний арест в своём доме в г. Купинец. В то же время начался раскол в его партии — часть стала усташами, в то время как другие присоединились к партизанскому движению Тито. Несмотря на оппозиционное отношение к усташам, В. Мачек не пользовался доверием партизан. В отличие от ряда других деятелей партии, не играл роли в заговоре Лорковича — Вокича (июль—август 1944 года), поэтому не подвергся репрессиям со стороны усташей после его провала.

## Последние годы

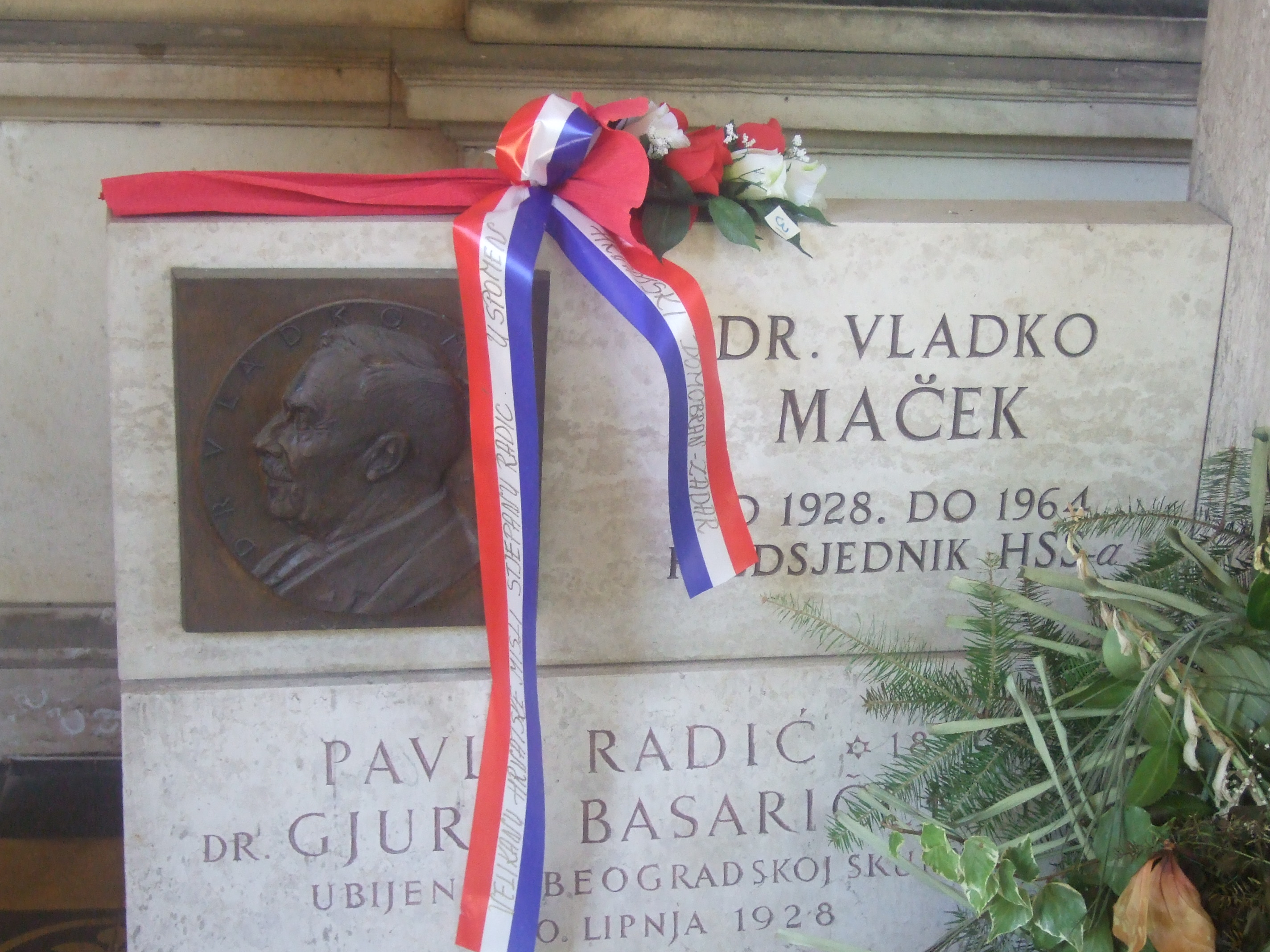
Могила Мачека на кладбище Мирогой в Загребе

В 1945 году В. Мачек эмигрировал, сначала во Францию, затем в США. В эмиграции он продолжал пользоваться уважением, ему неоднократно предлагали возглавить эмигрантские организации, но он отказывался.
Умер в Вашингтоне 15 мая 1964 года. Останки были перевезены в Хорватию в 1996 году и захоронены на кладбище Мирогой в Загребе. Посмертно награждён Орденом короля Дмитара Звонимира в 2004 году.